# Otto Renner
Otto Johann Nepomuk Renner (* 25. April 1883 in Neu-Ulm; † 8. Juli 1960 in München) war ein deutscher Botaniker und Hochschulprofessor. Sein offizielles botanisches Autorenkürzel lautet „Renner“.

## Leben
Renner studierte von 1901 bis 1906 Naturwissenschaften und besonders Botanik an der Ludwig-Maximilians-Universität München, wo Karl Ritter von Goebel und Ludwig Radlkofer einflussreiche Lehrer waren. Während seines Studiums wurde er Mitglied des AGV München. Ab 1903 war er bereits Assistent bei Radlkofer in der Botanischen Staatssammlung München. 1906 promovierte er zum Dr. phil. Ab 1907 war er Praktikant bei Wilhelm Pfeffer an der Universität Leipzig, danach Kustos am Kryptogamen-Herbar und Assistent von Goebel.
1911 wurde er Privatdozent und 1913 außerordentlicher Professor für Pflanzenphysiologie und Pharmakognosie an der Universität München. 1920 wurde er als Nachfolger von Ernst Stahl als Ordinarius für Botanik an die Universität Jena berufen, wo er auch Direktor des Botanischen Instituts und des Botanischen Gartens war. Von 1948 bis 1953 war er ordentlicher Professor für Botanik und Direktor des Botanischen Instituts und des Botanischen Gartens der Universität München. 1929 wurde er in die American Academy of Arts and Sciences und 1933 in die Sächsische Akademie der Wissenschaften gewählt, 1934 wurde er Mitglied und 1958 Ehrenmitglied der Leopoldina, 1935 korrespondierendes Mitglied und 1949 ordentliches Mitglied der Bayerischen Akademie der Wissenschaften. 1947 wurde er zum korrespondierenden Mitglied der Göttinger Akademie der Wissenschaften gewählt, 1954 in die National Academy of Sciences. 1959 erhielt er die Darwin-Plakette.
Renner unternahm Forschungsreisen nach Algerien (1914) und nach Java (1930–1931). Er unternahm vielseitige genetische, cytogenetische und taxonomische Untersuchungen insbesondere an der Gattung Oenothera, die das Verständnis von Mutationen wesentlich förderten. 1934 schrieb Renner den Plastiden eigenständige Erbmerkmale zu.
Von 1933 bis 1943 war er Herausgeber der Fachzeitschrift Flora, von 1947 bis 1956 von Planta; von 1949 bis 1955 gab er Fortschritte der Botanik heraus.

## Ehrungen
Nach Renner ist die Pflanzengattung Rennera Merxm. aus der Familie der Korbblütler (Asteraceae) benannt.

## Schriften
- (1906): Beiträge zur Anatomie und Systematik der Artocarpeen und Conocephaleen insbesondere der Gattung Ficus – Leipzig: Engelmann
- (1934): Die pflanzlichen Plastiden als selbständige Elemente der genetischen Konstitution – Leipzig: Hirzel
- (1929): Artbastarde bei Pflanzen – Berlin: Gebr. Bornträger
- (1925): Untersuchungen über die faktorielle Konstitution einiger komplexheterozygotischer Oenotheren – Leipzig: Gebr. Borntraeger
- (1929): Handbuch der Vererbungswissenschaft / Bd. 2, A; Artbastarde bei Pflanzen
- (1958): Über den Erbgang des Cruciata-Merkmals der Oenotheren: 8. Verbindungen der Oenothera atrovirens, und Rückblick